# SET-40
Der SET-40 (russisch СЭТ-40) war ein 400-mm-Torpedo, der für den Einsatz auf Überwasserschiffen der sowjetischen Marine zur Jagd auf gegnerische U-Boote entwickelt wurde. Die Abkürzung «СЭТ» steht für «самонаводящаяся электрическая торпеда» (der Selbstlenkende elektrische Torpedo) und 40 steht für Kaliber.
Die Entwicklung der Waffe wurde 1962 abgeschlossen. Es war der erste Torpedotyp der Sowjetunion, der mit einem aktiven Sonarsystemen nach Unterwasserzielen suchen konnte. Grund für die Entwicklung war der Bedarf der Marine an einem Torpedo mit geringen Abmessungen, der auf kleinen Schiffen und Booten montiert werden konnte, welche die größeren und um ein Vielfaches schwereren Waffen im Kaliber 533 mm nicht tragen konnten.

## Aufbau

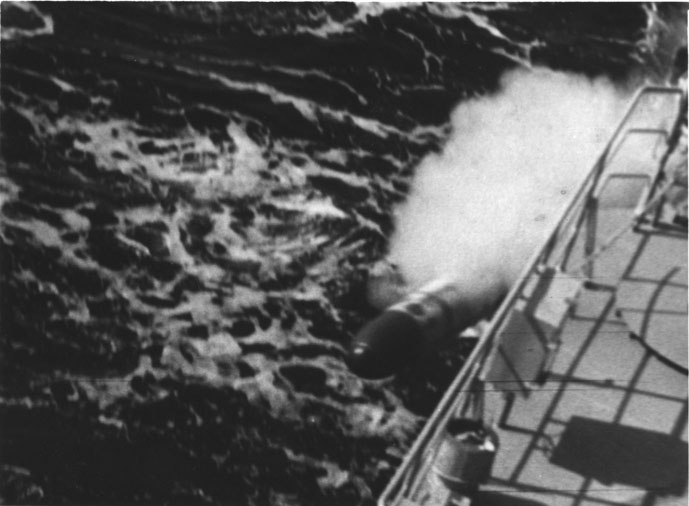
Wismar feuert einen SET-40-Torpedo ab.

Der zylindrische Körper der 4,5 Meter langen Waffe hat einen Durchmesser von 400 mm und wird über einen Propeller angetrieben, der sie bis auf 29 Knoten beschleunigt. Als Energiequelle dient ein Silber-Zink-Akkumulator, der genug Energie liefert, um den 550 Kilogramm schweren Torpedo in Tiefen von bis zu 200 Metern auf Strecken von bis zu 8.000 Metern Länge anzutreiben. Im vorderen Teil des Torpedokörpers befinden sich die Sensoren zur Zielsuche, ihnen folgen der mit 80 kg Sprengstoff gefüllte Sprengkopf, die Antriebssysteme und schließlich die Steuerruder.

## Varianten
- SET-40U (russisch СЭТ-40У) von 1968. Von der NATO als „SET-40 modified“, „SET-40M“, bezeichnet, soll hier die Einsatztiefe von 200 auf 400 Meter gesteigert worden sein.[1] Andere Quellen sprechen lediglich von einer Überarbeitung der Torpedosysteme zur Steigerung der Zuverlässigkeit.[2]

## Funktionsweise
Der Torpedo wird in ein 400-mm-Torpedorohr geladen. Nach dem Abschuss folgt der Torpedo dem voreingestellten Kurs. Die Empfindlichkeit des Sonars in seiner Nase lässt ihn Ziele in bis zu 800 Metern Entfernung von seiner Position orten, die er dann angreift. Je nach Einstellung zündet ein akustisch ausgelöster Annäherungszünder oder ein Aufschlagzünder die Sprengladung.

## Trägersysteme

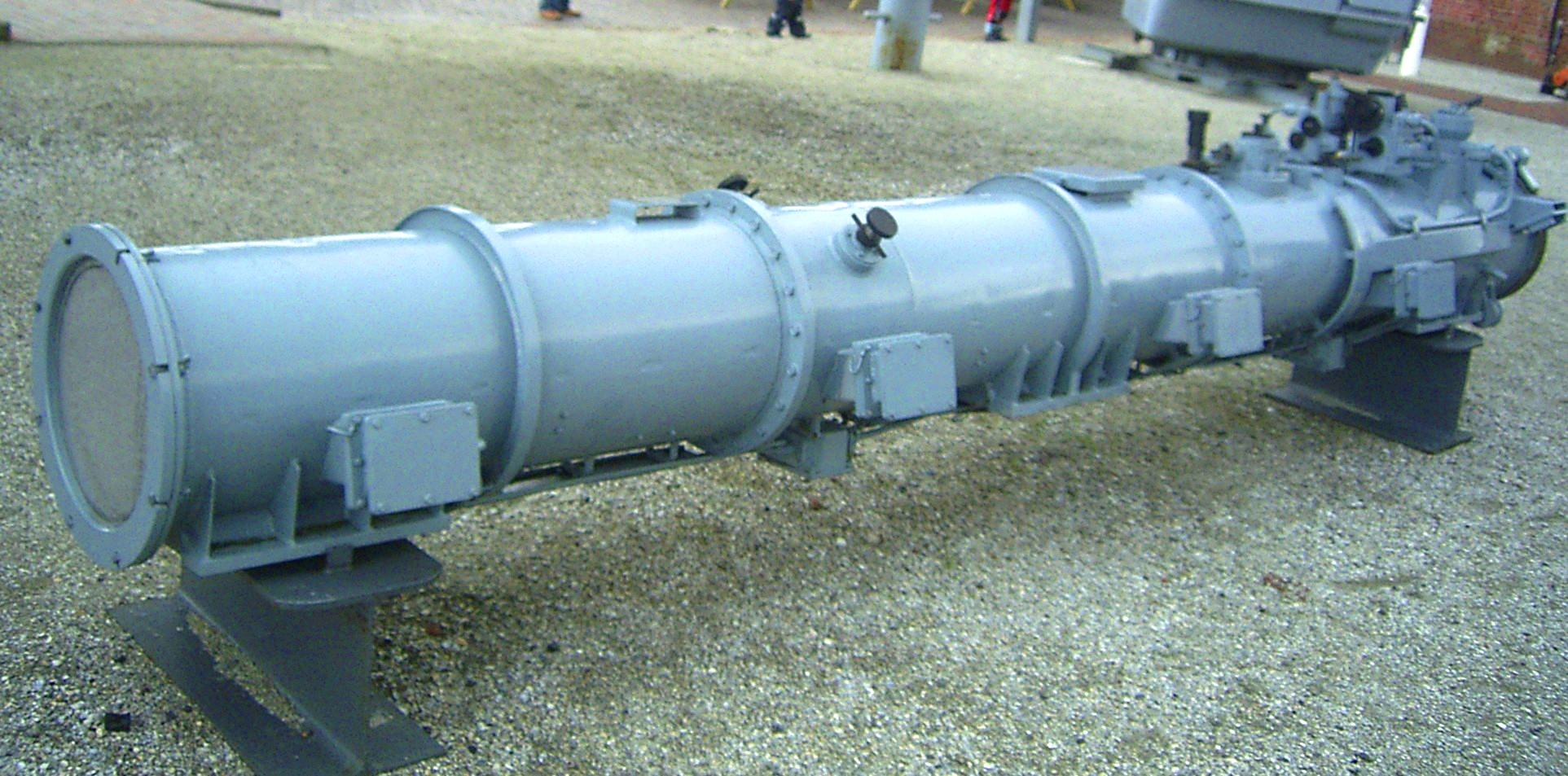
Ein OT-40-Torpedorohr zum Ausstoßen von SET-40-Torpedos

Die Waffe wurde primär für kleine U-Jagd-Schiffe konstruiert; die zahlreichen Boote der folgenden Klassen konnten die Waffe ebenfalls einsetzen:
- 35 Mirka-Klasse
- 204 Poti-Klasse
- 133 Muravey-Klasse
- 133.1M Parchim-Klasse
- 159 Petya-Klasse
- 205P Stenka-Klasse
- 1241.2 Pauk-Klasse
- 11451 Mukha-Klasse

Auch auf U-Boot-Klassen, deren Hauptaufgabe eigentlich Raketenangriffe waren, wurden 400-mm-Rohre zur Selbstverteidigung montiert. Hier kam aber meist der MGT-Torpedo zum Einsatz, der für die Bekämpfung kleiner U-Jagd-Schiffe gedacht war, und sich nicht zur Bekämpfung von U-Booten eignete. In einigen dieser Boote könnten dennoch SET-40-Torpedos mitgeführt worden sein.

## Belege und Verweise